# Macsino Súto
Macsino Súto (町野 修斗; Hepburn: Machino Shūto; Jokohama, 1999. szeptember 30. –) japán válogatott labdarúgó. 

## Pályafutása

### Klubcsapatban
A 2018–19-es szezonban a Jokohama F. Marinos játékosa volt. 2019-ben kölcsönadták a Giravancu Kitakjúsú csapatának, majd egy évvel később le is igazolták. 2021-től a Sónan Berumáre együttesében játszik. 

### A válogatottban
A japán válogatottban 2022. július 19-én mutatkozott be egy Hongkong elleni mérkőzésen a kelet-ázsiai bajnokságon és két alkalommal is eredményes volt. A lesérült Nakajama Júta helyett beválogatták a 2022-es világbajnokságra utazó csapat keretébe is.